# Macrobrochis immaculata
Macrobrochis immaculata là một loài bướm đêm thuộc phân họ Arctiinae, họ Erebidae.